# Hessen (Osterwieck)
Hessen is een plaats en voormalige gemeente in de Duitse deelstaat Saksen-Anhalt, en maakt deel uit van de Landkreis Harz.
Hessen telt 1.579 inwoners.

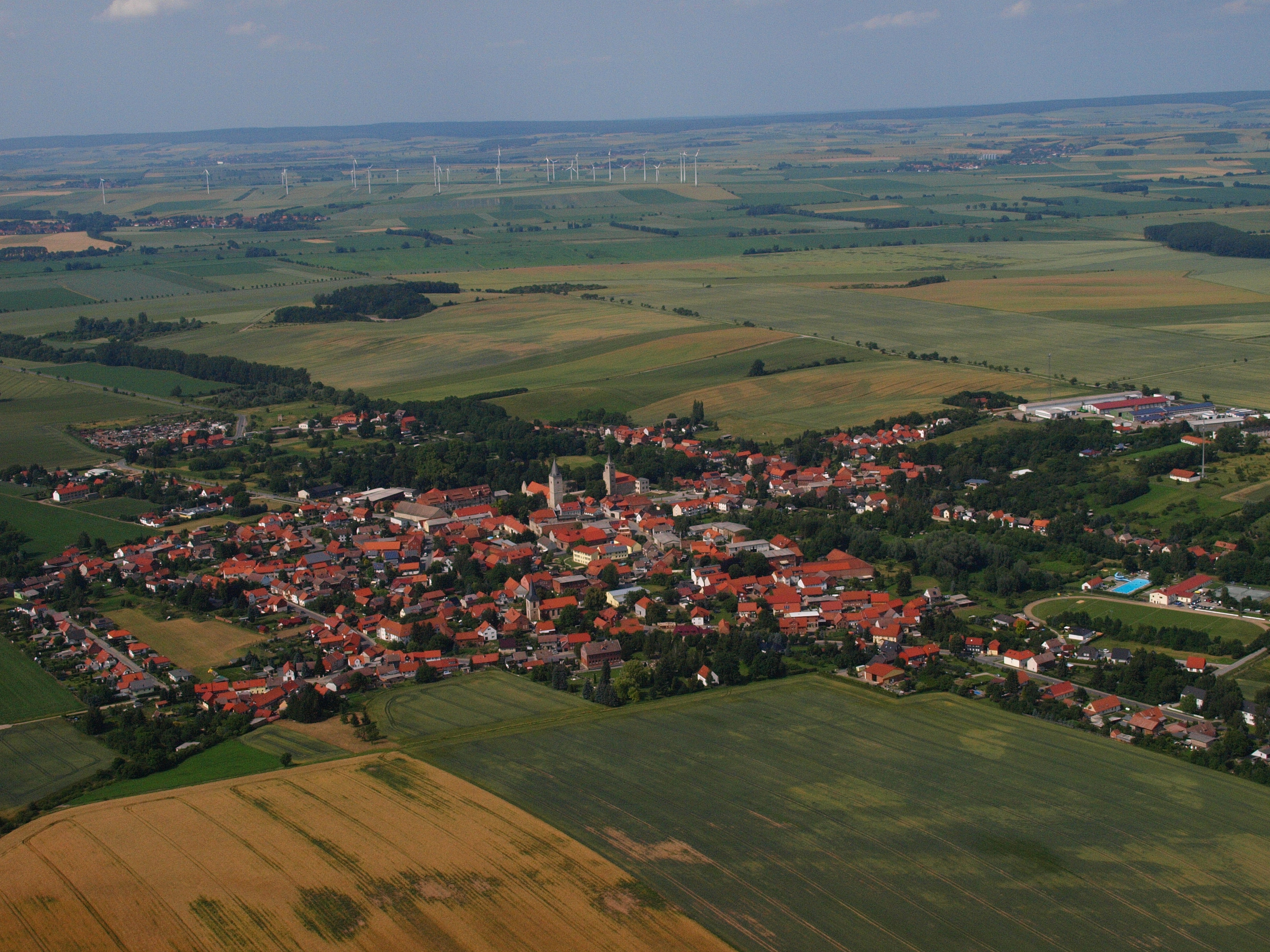
Hessen
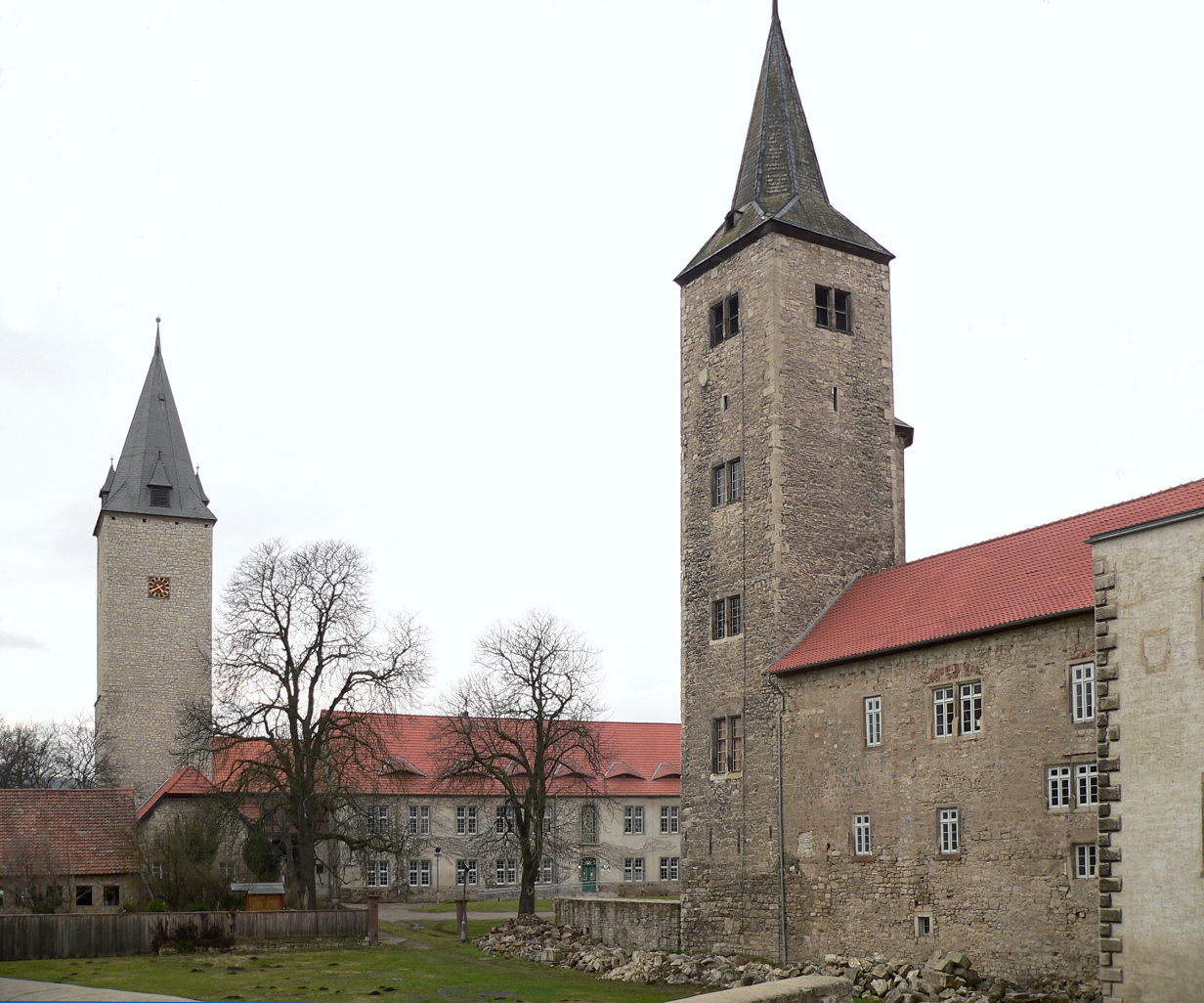
Slot Hessen